# Софийский собор (Лаишево)
Софийский собор — православный храм в Лаишево, Татарстан.

## История
Построен в 1901—1911 годах по проекту архитектора Ф. Н. Малиновского как Троицкий собор Троицкого монастыря. В 1923 году закрыт, затем отдан под машинно-тракторную станцию. В 1992 году Троицкий собор был возвращён церкви под именем собора Софии Премудрости Божией, или — Софийского собора